# Historique du parcours européen du SV Zulte Waregem
 (mars 2025).
 (avril 2016).
Si vous disposez d'ouvrages ou d'articles de référence ou si vous connaissez des sites web de qualité traitant du thème abordé ici, merci de compléter l'article en donnant les références utiles à sa vérifiabilité et en les liant à la section « Notes et références ».
Cet article présente les différentes campagnes européennes réalisées par le SV Zulte Waregem depuis 2006.
Depuis sa fondation en 1935, le SV Zulte Waregem a participé :
- 1 fois à la Ligue des champions (1 troisième tour de qualification)
- 1 fois à la Coupe UEFA (1 seizième de finale),
- 2 fois à la Ligue Europa (1 phase de poules, 1 troisième tour),

## 2006-2007
Coupe UEFA :
|   | Tour                           | Club               | Aller | Total | Retour | Club           |   |
| - | ------------------------------ | ------------------ | ----- | ----- | ------ | -------------- | - |
| 1 | 1er tour                       | Lokomotiv Moscou   | 2-1   | 2-3   | 0-2    | Zulte Waregem  | 2 |
| 3 | Phase de poules, groupe F : J1 | Austria Vienne     | 1-4   |       |        | Zulte Waregem  |   |
| 4 | Phase de poules, groupe F : J2 | Zulte Waregem      | 3-1   |       |        | Sparta Prague  |   |
| 5 | Phase de poules, groupe F : J3 | Espanyol Barcelone | 6-2   |       |        | Zulte Waregem  |   |
| 6 | Phase de poules, groupe F : J6 | Zulte Waregem      | 0-3   |       |        | Ajax Amsterdam |   |
| 7 | Seizièmes de finale            | Zulte Waregem      | 1-3   | 1-4   | 0-1    | Newcastle      | 8 |

## 2013-2014
Ligue des champions :
|   | Tour                 | Club          | Aller | Total | Retour | Club          |    |
| - | -------------------- | ------------- | ----- | ----- | ------ | ------------- | -- |
| 9 | 3e tour qualificatif | PSV Eindhoven | 2-0   | 5-0   | 3-0    | Zulte Waregem | 10 |

Ligue Europa :
|    | Tour                              | Club          | Aller | Total | Retour | Club           |    |
| -- | --------------------------------- | ------------- | ----- | ----- | ------ | -------------- | -- |
| 11 | 3e tour qualificatif              | Zulte Waregem | 1-1   | 3-2   | 2-1    | APOEL Nicosie  | 12 |
| 13 | Phase de poules, groupe D : J1/J5 | Zulte Waregem | 0-0   |       | 2-1    | Wigan Athletic | 17 |
| 14 | Phase de poules, groupe D : J2/J6 | Rubin Kazan   | 4-0   |       | 2-0    | Zulte Waregem  | 18 |
| 15 | Phase de poules, groupe D : J3/J4 | Zulte Waregem | 1-3   |       | 1-0    | NK Maribor     | 16 |

## 2014-2015
Ligue Europa :
|    | Tour                 | Club          | Aller | Total | Retour | Club                |    |
| -- | -------------------- | ------------- | ----- | ----- | ------ | ------------------- | -- |
| 19 | 2e tour qualificatif | Zulte Waregem | 2-1   | 5-2   | 3-1    | Zawisza Bydgoszcz   | 20 |
| 21 | 3e tour qualificatif | Zulte Waregem | 2-5   | 4-7   | 2-2    | Chakhtior Soligorsk | 22 |

## 2017-2018
Ligue Europa :
|    | Tour                              | Club          | Aller | Total | Retour | Club           |    |
| -- | --------------------------------- | ------------- | ----- | ----- | ------ | -------------- | -- |
| 23 | Phase de poules, groupe K : J1/J5 | Zulte Waregem | 1-5   |       | 1-3    | OGC Nice       | 27 |
| 24 | Phase de poules, groupe K : J2/J6 | Lazio Rome    | 2-0   |       | 2-3    | Zulte Waregem  | 28 |
| 25 | Phase de poules, groupe K : J3/J4 | Zulte Waregem | 1-1   |       | 2-0    | Vitesse Arnhem | 26 |